# Apatophysis anatolica
Apatophysis anatolica är en skalbaggsart som beskrevs av Heyrovský 1938. Apatophysis anatolica ingår i släktet Apatophysis och familjen långhorningar. Inga underarter finns listade i Catalogue of Life.